# フアン1世 (アラゴン王)
フアン1世（西：Juan I, 1350年12月27日 - 1396年5月19日）は、アラゴン王、バレンシア王、およびバルセロナ伯（在位：1387年 - 1396年）。カタルーニャ語名ではジュアン1世（Joan I）。ペドロ4世と3番目の王妃レオノール・デ・シシリア（シチリア王ピエトロ2世の娘）の間の長男。狩人王、不真面目王と呼ばれる。

## 生涯
父ペドロ4世と仲が悪く、自身の結婚および父の再婚で対立した。芸能を愛好し、文化の振興に貢献したが、政治面では妃ビオランテとその寵臣らが牛耳るのにまかせ、結果として家臣らの不満が増大し、浪費により王室は財政難に陥った。1396年、狩りの最中に死去したが、財政難のため王にふさわしい棺をつくることができなかったという。2人の妻との間にもうけた男子は全て夭逝していたため、王位は弟マルティン1世が継承した。

## 子女
最初の妃、アルマニャック伯ジャン1世の娘マルタ（1347年 - 1378年）との間には5人の子女をもうけた。
- ハイメ（1374年）
- フアナ（1375年 - 1407年） - 1392年、フォワ伯マチューと結婚
- フアン（1376年）
- アルフォンソ（1377年）
- レオノール（1378年）

2番目の妃、バル公ロベール1世の娘ビオランテ（1365年 - 1431年）との間には7人の子女をもうけた。
- ハイメ（1382年 - 1388年）
- ビオランテ（1384年 - 1442年） - 1400年、アンジュー公ルイ2世と結婚
- フェルナンド（1389年）
- アントニア（1391年 - 1392年）
- レオノール（1393年）
- ペドロ（1394年）
- フアナ（1396年）